# Пельвож
Пельво́ж (рос. Пельвож) — селище у складі Ямало-Ненецького автономного округу Тюменської області, Росія. Входить до складу Салехардського міського округу.
Населення — 301 особа (2010, 208 у 2002).
Національний склад станом на 2002 рік: ханти — 84 %.